# Agapovkai járás

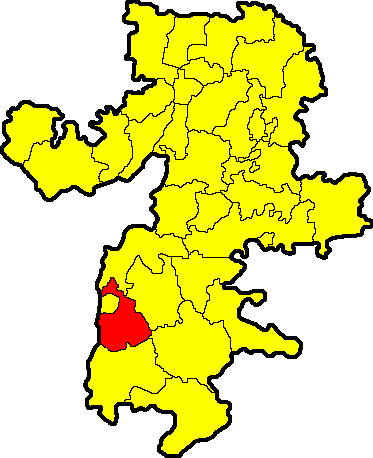
Az Agapovkai járás a Cseljabinszki területen

Az Agapovkai járás (oroszul Агаповский район) Oroszország egyik járása a Cseljabinszki területen. Székhelye Agapovka.

## Népesség
- 1989-ben 35 919 lakosa volt.
- 2002-ben 37 816 lakosa volt, melyből 28 264 orosz, 3040 kazah, 2192 tatár, 2063 baskír, 791 ukrán, 238 mordvin, 210 örmény, 178 német, 174 fehérorosz, 156 azeri stb.
- 2010-ben 34 779 lakosa volt, melyből 25 922 orosz, 3180 kazah, 1835 tatár, 1811 baskír, 472 ukrán, 259 azeri, 190 örmény, 144 mordvin, 108 fehérorosz, 108 német, 102 tadzsik stb.